# Dubac-Varsan
Dubac-Varsan je naselje u sastavu grada Novalje na otoku Pagu u Ličko-senjskoj županiji u Hrvatskoj.

## Povijest
Do teritorijalnog preustroja Hrvatske bio je u sastavu stare općine Pag. Kao samostalno naselje Dubac–Varsan javlja se od popisa stanovništva 2021. godine. Nastalo je odvajanjem od naselja Potočnica.

## Stanovništvo
Pri popisu 2021. godine naselje Dubac-Varsan imalo je 7 stanovnika.